# Beşiktaş Jimnastik Kulübü 2013-2014 (pallavolo femminile)
Questa voce raccoglie le informazioni riguardanti la Beşiktaş Jimnastik Kulübü nella stagione 2013-2014.

## Organigramma societario
Area direttiva
- Presidente: Yıldırım Demirören

Area tecnica
- Allenatore: Adnan Kıstak
- Assistente allenatore: Erkan Kayacan

## Rosa
| N° | Nome              | Ruolo | Data di nascita   | Nazionalità sportiva |
| -- | ----------------- | ----- | ----------------- | -------------------- |
| 1  | Maryna Tumas      | O     | 17 settembre 1984 | Bielorussia          |
| 2  | Necla Döner       | L     | 22 gennaio 1995   | Turchia              |
| 3  | Seda Uslu         | P     | 30 ottobre 1993   | Turchia              |
| 5  | Gabriela Koeva    | C     | 25 luglio 1989    | Bulgaria             |
| 6  | Dilek Kınık       | L     | 14 gennaio 1995   | Turchia              |
| 7  | Natal'ja Beljaeva | S     | 23 giugno 1975    | Turchia              |
| 8  | Nilay Konar       | C     | 30 agosto 1980    | Turchia              |
| 9  | Ayça İhtiyaroğlu  | L     | 13 agosto 1984    | Turchia              |
| 10 | Seda Türkkan      | P     | 12 giugno 1984    | Turchia              |
| 12 | Tülin Altıntaş    | C     | 9 agosto 1982     | Turchia              |
| 13 | Selime Ilyasoǧlu  | S     | 18 novembre 1988  | Turchia              |
| 14 | Yamila Nizetich   | S     | 27 gennaio 1989   | Argentina            |
| 17 | Ceyda Aktaş       | S     | 18 agosto 1994    | Turchia              |
| 18 | Dicle Babat       | C     | 15 settembre 1992 | Turchia              |

## Risultati

### Coppa di Turchia

#### Fase a eliminazione diretta
| Quarti di finale (andata) - 29 gennaio 2014 BJK Akatlar Arena, Istanbul       | Beşiktaş  | 0 - 3 | VakıfBank | 16-25, 18-25, 14-25 |
| Quarti di finale (ritorno) - 23 marzo 2014 Burhan Felek Spor Salonu, Istanbul | VakıfBank | 3 - 0 | Beşiktaş  | 25-18, 25-9, 25-16  |

### Challenge Cup

#### Fase a eliminazione diretta
| Primo turno (andata) - 19 novembre 2013 Spiroudome, Charleroi                        | Dauphines Charleroi | 0 - 3 | Beşiktaş            | 17-25, 18-25, 18-25                  |
| Primo turno (ritorno) - 28 novembre 2013 Burhan Felek Spor Salonu, Istanbul          | Beşiktaş            | 3 - 0 | Dauphines Charleroi | 25-19, 25-13, 25-19                  |
| Sedicesimi di finale (andata) - 11 dicembre 2013 Hala Sportova, Belgrado             | Vizura              | 3 - 0 | Beşiktaş            | 25-20, 25-20, 25-17                  |
| Sedicesimi di finale (ritorno) - 18 dicembre 2013 Burhan Felek Spor Salonu, Istanbul | Beşiktaş            | 3 - 0 | Vizura              | 25-16, 25-23, 25-15 Golden set 15-6  |
| Ottavi di finale (andata) - 15 gennaio 2014 Burhan Felek Spor Salonu, Istanbul       | Beşiktaş            | 3 - 0 | Kanti               | 25-16, 25-22, 25-14                  |
| Ottavi di finale (ritorno) - 23 gennaio 2014 BBC Arena, Sciaffusa                    | Kanti               | 0 - 3 | Beşiktaş            | 15-25, 15-25, 20-25                  |
| Quarti di finale (andata) - 6 febbraio 2014 Gymnase Maillan, Le Cannet               | Le Cannet           | 3 - 0 | Beşiktaş            | 30-28, 25-20, 25-19                  |
| Quarti di finale (ritorno) - 13 febbraio 2014 Burhan Felek Spor Salonu, Istanbul     | Beşiktaş            | 3 - 0 | Le Cannet           | 25-20, 25-14, 25-20 Golden set: 15-8 |
| Semifinale (andata) - 26 febbraio 2014 Hala Orbita, Breslavia                        | Impel               | 1 - 3 | Beşiktaş            | 25-18, 20-25, 22-25, 16-25           |
| Semifinale (ritorno) - 2 marzo 2014 Burhan Felek Spor Salonu, Istanbul               | Beşiktaş            | 2 - 3 | Impel               | 27-25, 20-25, 21-25, 25-22, 9-15     |
| Finale (andata) - 27 marzo 2014 Volejbol'nyj centr Moskovskoj oblasti, Odincovo      | Zareč'e Odincovo    | 3 - 2 | Beşiktaş            | 23-25, 25-19, 14-25, 25-18, 15-10    |
| Finale (ritorno) - 30 marzo 2014 Burhan Felek Spor Salonu, Istanbul                  | Beşiktaş            | 1 - 3 | Zareč'e Odincovo    | 23-25, 25-23, 23-25, 19-25           |

## Statistiche

### Statistiche di squadra
| Competizione     | Punti | In casa | In casa | In casa | In trasferta | In trasferta | In trasferta | Totale | Totale | Totale |
| Competizione     | Punti | G       | V       | P       | G            | V            | P            | G      | V      | P      |
| ---------------- | ----- | ------- | ------- | ------- | ------------ | ------------ | ------------ | ------ | ------ | ------ |
| Voleybol 1. Ligi | 28,5  | 12      | 4       | 8       | 12           | 5            | 7            | 24     | 9      | 15     |
| Coppa di Turchia | -     | 1       | 0       | 1       | 1            | 0            | 1            | 2      | 0      | 2      |
| Challenge Cup    | -     | 6       | 4       | 2       | 6            | 3            | 3            | 12     | 7      | 5      |
| Totale           | -     | 19      | 8       | 11      | 19           | 8            | 11           | 38     | 16     | 22     |

G = partite giocate; V = partite vinte; P = partite perse

### Statistiche dei giocatori
| Giocatore      | Campionato | Campionato | Campionato | Campionato | Campionato | Coppa di Turchia | Coppa di Turchia | Coppa di Turchia | Coppa di Turchia | Coppa di Turchia | Challenge Cup | Challenge Cup | Challenge Cup | Challenge Cup | Challenge Cup | Totale | Totale | Totale | Totale | Totale |
| Giocatore      | P          | PT         | AV         | MV         | BV         | P                | PT               | AV               | MV               | BV               | P             | PT            | AV            | MV            | BV            | P      | PT     | AV     | MV     | BV     |
| -------------- | ---------- | ---------- | ---------- | ---------- | ---------- | ---------------- | ---------------- | ---------------- | ---------------- | ---------------- | ------------- | ------------- | ------------- | ------------- | ------------- | ------ | ------ | ------ | ------ | ------ |
| C. Aktaş       | 22         | 71         | 55         | 13         | 3          | 2                | 7                | 6                | 1                | 0                | 4             | 9             | 7             | 1             | 1             | 28     | 87     | 68     | 15     | 4      |
| T. Altıntaş    | 3          | 0          | 0          | 0          | 0          | 1                | 0                | 0                | 0                | 0                | -             | -             | -             | -             | -             | 4      | 0      | 0      | 0      | 0      |
| D. Babat       | 24         | 221        | 100        | 100        | 21         | 2                | 14               | 8                | 6                | 0                | 6             | 41            | 19            | 20            | 2             | 32     | 276    | 127    | 126    | 23     |
| N. Beljaeva    | 23         | 196        | 164        | 12         | 20         | 1                | 7                | 7                | 0                | 0                | 6             | 35            | 30            | 2             | 3             | 30     | 238    | 201    | 14     | 23     |
| N. Döner       | 0          | 0          | 0          | 0          | 0          | -                | -                | -                | -                | -                | -             | -             | -             | -             | -             | 0      | 0      | 0      | 0      | 0      |
| A. İhtiyaroğlu | 24         | 0          | 0          | 0          | 0          | 2                | 0                | 0                | 0                | 0                | 6             | 0             | 0             | 0             | 0             | 32     | 0      | 0      | 0      | 0      |
| S. Ilyasoǧlu   | 24         | 206        | 151        | 31         | 24         | 2                | 9                | 8                | 1                | 0                | 6             | 70            | 61            | 5             | 4             | 32     | 285    | 220    | 37     | 28     |
| D. Kınık       | 16         | 0          | 0          | 0          | 0          | 2                | 0                | 0                | 0                | 0                | 2             | 0             | 0             | 0             | 0             | 20     | 0      | 0      | 0      | 0      |
| G. Koeva       | -          | -          | -          | -          | -          | -                | -                | -                | -                | -                | 6             | 50            | 23            | 23            | 4             | 6      | 50     | 23     | 23     | 4      |
| N. Konar       | 10         | 19         | 8          | 9          | 2          | 2                | 5                | 2                | 2                | 1                | 3             | 0             | 0             | 0             | 0             | 15     | 24     | 10     | 11     | 3      |
| Y. Nizetich    | 18         | 172        | 147        | 12         | 13         | 2                | 10               | 8                | 0                | 2                | 6             | 89            | 81            | 4             | 4             | 26     | 271    | 236    | 16     | 19     |
| M. Tumas       | 24         | 352        | 295        | 30         | 27         | 1                | 6                | 6                | 0                | 0                | 6             | 95            | 83            | 8             | 4             | 31     | 453    | 384    | 38     | 31     |
| S. Türkkan     | 23         | 31         | 17         | 0          | 14         | 2                | 2                | 1                | 0                | 1                | 6             | 11            | 5             | 1             | 5             | 31     | 44     | 23     | 1      | 20     |
| S. Uslu        | 22         | 48         | 17         | 13         | 18         | 2                | 0                | 0                | 0                | 0                | 6             | 12            | 6             | 3             | 3             | 30     | 60     | 23     | 16     | 21     |

P = presenze; PT = punti totali; AV = attacchi vincenti; MV = muri vincenti; BV = battute vincenti
NB: Non sono disponibili i dati relativi ai turni precedenti ai quarti di finale per la Challenge Cup.